# Beltrán de Tolosa
Beltrán de Tolosa, también conocido como Beltrán de Saint-Gilles o de Trípoli, fue un aristócrata francés, nació a principios del año 1065. Hijo de Ramón IV de Tolosa era conde de Tolosa y de Trípoli, marqués de Provenza y duque de Narbona de 1096 a 1108. Se casó con Elena de Borgoña, hija del duque Eudes I de Borgoña, con quien tuvo un hijo, Ponce.
Cuando su padre marchó a la Cruzada en 1096, le confió el condado de Tolosa. En 1098 se apoderó de los privilegios de los canónigos de Saint-Sernin, los cuales recurrieron a Guillermo de Poitiers, duque de Aquitania, que invadió el condado e hizo prisionero a Beltrán, sin que este hiciera oposición. Esta situación perduró hasta que Guillermo de Aquitania fue a la cruzada en 1101, de este modo Beltrán de Tolosa pudo recuperar sus tierras.
En 1105, a la muerte de su padre, heredó todos sus títulos. En mayo de 1108, realiza acto de vasallaje al rey Alfonso I de Aragón, para proteger su condado antes de partir a Tierra Santa.
En 1109 sustituyó a Guillermo Jordán asumiendo el asedio de Trípoli. El 10 de junio de este mismo año y con la ayuda de Balduino I de Jerusalén y la flota de Génova, consiguió tomar la ciudad convirtiéndola en la capital de su condado en Palestina. Beltrán de Tolosa murió en Trípoli el 21 de abril de 1112, dejando el condado de Trípoli a su hijo Ponce de Trípoli y el de Tolosa a su hermano Alfonso Jordán.